# Schaarsbergen
Schaarsbergen is een wijk (voormalig dorp) in Arnhem, in de Nederlandse provincie Gelderland. De gemeente Arnhem duidt met de naam Schaarsbergen haar gehele grondgebied ten noorden van de Schelmseweg aan. De wijk Schaarsbergen had in 2004 1839 inwoners, waarvan 270 in het dorp zelf en 830 in de eveneens tot Schaarsbergen behorende buurt Bakenberg. Schaarsbergen heeft een Arnhemse postcode en ligt daarom 'in' de plaats Arnhem.
Schaarsbergen markeert de overgang tussen het stedelijke gebied van Arnhem en de natuurgebieden van de Veluwe, en ligt in een groene omgeving. Ook zijn er enkele agrarische bedrijven gevestigd. Schaarsbergen is niet altijd bosrijk geweest; toen het dorp rond 1850 ontstond lag het op de heide. Voorzieningen kent Schaarsbergen nauwelijks. Wel is er Sportpark De Bakenberg waar voetbalclub SML en hockeyclub Upward gevestigd zijn. Ook het nationaal trainingscentrum Sportcentrum Papendal ligt in de statistische buurt 'Westelijk van Schaarsbergen'.
Sinds de oprichting is Schaarsbergen de thuisbasis van de luchtmobiele brigade. Voorheen werd de Oranjekazerne bevolkt door onder andere de garderegimenten, grenadiers en jagers. De luchtmobiele brigade heeft sinds haar oprichting in 1992 de gebruiken en tradities overgenomen van de hier gelegerde onderdelen.

## Geschiedenis
Vondsten in de grond duiden op bewoning van het gebied door de neanderthaler, zo'n 100.000 jaar geleden. De grafheuvels bij Warnsborn zijn zo'n 5000 jaar oud, en in de buurt is aardewerk gevonden dat ongeveer 2100 jaar oud is.
In 1878 werd de School met de Bijbel gesticht, die in 1882 werd geopend. Toen waren er tussen de 750 en 1250 inwoners. Kort daarna groeide Schaarsbergen uit van ontginningsdorp naar een regulier dorp. In de School met de bijbel is nu het Arnhems Oorlogsmuseum 40-45 gevestigd.
De Diogenesbunker gelegen aan de Koningsweg vormde het commandocentrum van de Derde Jachtdivisie (3. Jagddivision) van de Luftwaffe en vormde tijdens de Tweede Wereldoorlog het zenuwcentrum van de luchtverdediging van Nederland, de noordelijke helft van België, het Ruhrgebied en een strook Duitsland langs de Nederlandse oostgrens. Diogenes had rechtstreeks contact met het hoofdkwartier van de Luftwaffe in Berlijn. De Duitsers hadden meerdere van dergelijke commandocentra. Zo lagen er bunkers in Stade bij Hamburg, in Grove en in Metz.